# Serie A1 2020-2021 (pallamano maschile)
La Serie A1 2020-2021 è stata la 52ª edizione del torneo di Serie A del campionato italiano di pallamano maschile, si è svolta dal 5 settembre 2020 al 2 giugno 2021.
La competizione è stata vinta dalla Pallamano Conversano 1973 per la sesta volta nella sua storia.
Sono retrocesse in Serie A2 la Polisportiva Cingoli dopo solo una stagione di permanenza, l'Handball Club Fondi dopo nove stagioni e l'HC San Giorgio Molteno, dopo una stagione.

## Stagione

### Avvenimenti

#### Iscrizioni e ufficialità
Il 24 maggio il Consiglio Federale si riunisce in videoconferenza e approva il Vademecum per la stagione.
A questa data è già nota la rinuncia da parte del Cologne alla prima serie nazionale.
Il 29 maggio viene pubblicato il Vademecum ufficiale. 
Il termine per le iscrizioni e per le domande di reintegro è fissato al 6 luglio. Il giorno seguente il Gaeta SC rinuncia ufficialmente all'iscrizione in Serie A.
Il 15 luglio viene ufficializzata la composizione della massima serie: sono quindici le squadre che si scontreranno in Serie A, quindi oltre a Cologne e Gaeta non ci sono state altre rinunce né ripescaggi. Un'altra importante novità è la partnership con l'azienda Fratelli Beretta che diventa title sponsor del campionato, a cui si aggiunge il nuovo logo.

#### Situazione COVID-19
Alla vigilia della seconda giornata di andata, viene resa nota la positività al tampone di un giocatore del Conversano: la gara Albatro-Conversano del 12 settembre viene posticipata.
Il 24 settembre viene comunicata la positività al tampone di due tesserati del Meran: le partite Meran-Cassano Magnago e Molteno-Pressano vengono rinviate.
Successivamente anche le gare della quinta e sesta giornata del Meran vengono rinviate.
Al termine della quarantena effettuata dal Meran, nella mattinata del giorno del derby Bozen-Meran la società bolzanina comunica la positività accertata di un giocatore: la partita viene rinviata, così come le altre due partite valide per la settima e ottava giornata in cui il Bozen sarebbe dovuto scendere in campo.
Il 14 ottobre viene accertata una positività di un tesserato del SSV Brixen: il derby contro il Meran in programma per il 17 ottobre viene rinviato; lo stesso giorno nel pre-partita del recupero della quarta giornata Molteno-Pressano, la squadra lombarda viene a conoscenza di un'accertata positività, con il match dunque rinviato nuovamente.
La nona giornata d'andata sarà la più avara di partite: già detto di Bozen-Conversano, si aggiungo anche Brixen-Cingoli, Cassano Magnago-Fondi e Molteno-Junior Fasano.
Inoltre, nel corso della settimana, viene disposto il rinvio del recupero Siena-Meran, valevole per la quinta giornata.
Per la decima giornata di andata vengono rinviate Siena-Brixen e Sassari-Bozen, entrambe a causa della quarantena disposta a Bozen e Siena a seguito della positività di alcuni tesserati e successivamente anche Junior Fasano-Pressano.
Il 2 novembre entra in vigore il nuovo protocollo sanitario volto a dare più sicurezza e garanzie al campionato: ogni settimana le squadre avranno obbligo di sottoporsi a tampone e le gare non saranno soggette a rinvio qualora vi siano massimo tre positività per squadra; nel caso di quattro o più positività la gara verrà rinviata a data da destinarsi.
Nella settimana della 11ª giornata vengono annullate le gare Pressano-Cassano Magnago e Alperia  Meran-Trieste in programma per il 14 novembre. Al posto della gara tra trentini e lombardi, era stato messo in programma il recupero tra Cassano Magnago e Fondi: tuttavia il club del varesotto ha riscontrato alcune positività, per cui il match viene posticipato nuovamente.
Per la dodicesima giornata viene rinviata causa COVID-19 la gara Trieste-Molteno: Siena-Bozen e Sassari-Pressano sono posticipate causa la concomitante partecipazione all'EHF European Cup.
Mercoledì 26 novembre vengono ufficializzati alcuni recuperi e viene disposto il rinvio del match Sparer Eppan-Cassano Magnago causa positività nel roster lombardo
La settimana successiva i match rinviati sono quattro: ancora il Cassano Magnago alle prese con le positività al COVID che non giocherà contro il Bozen, e torna l'ombra della malattia sul Brixen, che non parte per Trieste; primi casi per il Fondi che salta la gara interna contro Fasano e anche l'Albatro Siracusa deve fare i conti con nuovi casi dopo il rinvio alla seconda giornata d'andata
Per i match del 12 dicembre vengono confermati i rinvii di tre partite: Pressano-Fondi, Brixen-Sassari e Meran-Albatro non vengono disputate; con le società del Bozen e del Pressano non impegnate durante il weekend, viene disposto il recupero dell'ottava giornata tra le due squadre precedentemente fissata per il 16 dicembre.
Dopo la gara Junior Fasano-Trieste del 6 febbraio 2021, le due squadre vengono messe in quarantena per accertate positività: le partite del turno successivo che interessano i due club vengono rinviate.
A poche ore dal fischio d'inizio del match Eppan-Bozen, vengono riscontrate alcune positività nel gruppo squadra dei padroni di casa: la gara viene rinviata.

### Calendario e orari di gioco
Sempre nell'ambito del consiglio federale del 15 luglio, viene comunicato la data di inizio del campionato (5 settembre 2020) e la sua fine (2 giugno 2021). I turni infrasettimanali saranno due, il 7 ottobre e il 24 marzo. Nelle ultime due giornate, le partite saranno disputate in contemporanea: il 29 maggio alle ore 19 e il 2 giugno alle ore 17.
Il 23 luglio viene ufficializzato il calendario.

### Diritti televisivi
Il 31 agosto 2020 viene ufficializzata la partnership con il sito di broadcasting Eleven Sports, dove verranno trasmesse tutte le partite del campionato in diretta con l'aggiunta delle Final8 di Coppa Italia e la Supercoppa italiana.

### Mercato

#### Sessione estiva
La sessione estiva vede molti movimenti sia in entrata che in uscita, partendo dai primi classificati della stagione 2019-2020: il Conversano vive una rivoluzione, se ne vanno i due brasiliani Hermones e Alves Leal, i fratelli Iballi, Sperti, Dainese, Laera e Venturi. A rimpiazzarli vengono presi lo svedese mancino Nelson dal Siena, il bosniaco Hamzić dallo Sloboda, ci sono i ritorni dai prestiti del portiere Di Caro e del pivot Sciorsci, il ritorno dopo quasi dieci anni di Radovčić, il terzino Rosso dal Fondi e infine l'ala italo argentina Rossetto dal Gaeta.
Il Bozen lascia partire dopo nove anni Gaeta in direzione Siena, si ritira il capitano Innerebner che diventa General Manager, Arcieri vola in Finlandia al Cocks, lasciano la squadra i due meranesi Gufler e Mathà e partono pure Volarević e Halilković. A far fronte di queste partenze vengono presi il pivot Marino da Fondi, il portiere Hermones e il terzino Venturi da Conversano e la talentuosa ala sinistra croata classe 2000, Marin Greganić.
Sempre in Alto Adige il Brixen dà l'addio per ritiro al capitano Pfattner e al terzino Wieland e si assicura le prestazioni del portiere Sampaolo dal Pressano; deve salutare Lazarević bloccato in Serbia e accoglie Endrit Iballi e Martin Amato. Il Meran non conferma il croato Čurić che va all'Olympiakos e il pivot Campestrini che si accasa a Sassari; c'è l'arrivo di Nocelli dal Cingoli e gli acquisti dei giovani Meletti, Iachemet e Romei.
A Lavis, il Pressano come già detto saluta Sampaolo che viene sostituito dal nazionale greco Loizos; si aggiungono alla rosa l'ungherese Szép, Dainese da Conversano e il ritorno di Matteo Moser dal prestito a Mezzocorona. Lasciano la squadra il centrale montenegrino Nikočević, il pivot Alessandrini si ritira e il giovane Walcher torna al Bozen.
L'Eppan si coccola il ritorno dell'italo dominicano Castillo, l'arrivo del lituano Štarolis e l'arrivo del girovago Santinelli. Salutano la truppa di Gagović il terzino serbo Arsenić e Kammerer.
Una delle squadre più attive è sicuramente Siena, che non avrà più nel roster Borgianni e Vermigli (rientro al Tavarnelle), Nelson e Radovčić (Conversano), Fovio (Junior Fasano), Riccobelli (tornato in Argentina), l'iraniano Yousefinezhad (andato in Romania al Dunărea Călărași) e il 18enne Florio tornato all'Haenna. La campagna acquisti prevede l'arrivo di giocatori giovani e pedine esperte: partendo da quest'ultimi, torna in Italia dopo sei anni il centrale Marrochi, prelevato dal BM Cuenca; raggiunge il neo allenatore montenegrino Dumnić il terzino connazionale Nikočević; dalla Junior Fasano arrivano il pivot Bargelli e il portiere Pavani; detto di Gaeta dal Bozen, si aggiungono i giovani terzini Cabrini e Crea (da Ferrara), Galliano (Benevento) e Guggino (Sassari).
Chi di movimenti ne ha fatti pochi, ma ben pensati è Sassari: salutati dopo una sola stagione Guggino, il pivot Cirilli e il portiere ucraino Voliuvach, sono arrivati in Sardegna il nazionale argentino Vieyra dall'Ademar Leon, il portiere polacco Kiepulski, il jolly Marzocchini da Cassano Magnago e il pivot Campestrini.
Il Fasano lascia partire dopo due stagioni Knežević, sostituito dallo svedese Järlstram; arriva il pivot argentino Franceschetti e c'è il ritorno in porta della leggenda Fovio. Per il Cassano Magnago è da digerire la partenza di Savini direzione Guadalajara, Spagna; prontamente sostituito dal duo Mazza da Cologne e Ardian Iballi dal Conversano. A Trieste non rinnovano il centrale sloveno Fidel e l'ala destra croata Mustapić; tornano in biancorosso il portiere Milovanović, l'ala triestina Dapiran e sull'ala destra il volto nuovo è quello di Adam Bratkovič, proveniente dai francesi del Creteil.
Fondi, a causa dell'incertezza nell'iscrizione alla massima serie, perde quasi tutte le sue pedine: se ne vanno Marino, Pestillo, Soliani, Pola, Oliveira, Lazić e Rosso. Ad inizio agosto vengono ufficializzati Voliuvach da Sassari, gli italo argentini Piero D'Benedetto dal River Plate e Pennacchio da Siracusa, il croato Vulić dal Nexe e i prestiti di Ponitcella e Ciccolella dal Gaeta.
Le neopromosse sono anche le più sorprendenti: all'Albatro Siracusa ritorna il 38enne portiere Javier Grande e arrivano l'ala Pola dal Fondi, il montenegrino Bobičić dal Cologne, il centrale Quattrocchi dall'Haenna e il gioiello dei siciliani, l'argentino con passaporto portoghese classe' 99 Tomas Valentin Cañete. Lasciano la squadra solamente gli italo argentini Marquez (prestito a Leno in A2) e Pennacchio.
Il Cingoli si assicura le prestazioni del gigante greco Ladakis e del pivot Cirilli; lascia la squadra il solo Nocelli. Il San Giorgio Molteno punta in alto e prende il portiere Randes da Gaeta (in sostituzione di Garcia, andato al Follonica), il serbo Vujinić, il mancino ex Cologne Daniele Soldi e la ciliegina sulla torta, l'ala destra Sperti.
Per quanto riguarda gli allenatori, il Conversano conferma Tarafino per l'ottavo anno di fila; sono confermati anche Kolec a Cassano, Fusina a Pressano, De Santis a Fondi, Carpanese a Trieste, Gagović a Eppan, Prantner a Meran, Ancona a Fasano e Passino a Sassari. Per le neopromosse cambia solo Cingoli, che si affida al giovane Palazzi (già nello staff della nazionale), mentre Siracusa e San Giorgio Molteno continuano con Vinci e Rodriguez. Siena non rinnova con il traghettatore croato Lisica e mette sotto contratto Dumnić, tornato in Serie A dopo un anno da supervisore a Schio. Per il capitolo giocatori-allenatori, il Brixen conferma l'esperto Čutura e il Bozen si affida a Mario Šporčić.

#### Sessione invernale
La prima a cambiare è Trieste: a metà settembre Arsenić è ancora bloccato in Serbia per le norme anticovid e quindi la società giuliana esce dall'accordo col terzino per fiondarsi sul lituano Dovydas Kuodys. Stesso problema ha Molteno con il terzino sinistro Vujnić che si aggrega alla squadra alla vigilia del match contro Bozen; a rafforzare la squadra, ultima in classifica, arriva un altro serbo, ma di passaporto ungherese, Marko Knežević, ex Fasano rimasto svincolato al termine della precedente stagione. Saluta la squadra lombarda il centrale rumeno Dragnea.
Siena ottiene la risoluzione consensuale con Cabrini, che non recupera in tempo dall'infortunio al crociato.
Il 17 novembre il Molteno ultimo in classifica esonera il tecnico spagnolo Rodríguez Alvaréz per sostituirlo in giornata con Salvatore Onelli.
Alla vigilia del match tra Siena e Bozen, viene ufficializzato il passaggio di Ilya Crea dalla squadra toscana al Ferrara United.
L'8 gennaio l'Albatro Siracusa si assicura le prestazioni del 35enne italo-argentino Martin Molineri, ala destra ex di Fondi e Junior Fasano.
Dopo Dragnea anche Vujnić risolve consensualmente il contratto con Molteno, che in sostituzione del serbo si assicura le prestazioni di Dinko Dedović, ex Albatro, Conversano e Pressano, al rientro da un infortunio al crociato che lo aveva tenuto fermo da marzo 2020.
Il 12 gennaio l'EGO Siena ufficializza l'ala della nazionale Stefano Arcieri, fresco di risoluzione con il Riihimäki Cocks. Sempre lo stesso giorno il terzino sinistro Alex Castillo passa dall'Eppan all'Albatro.
Il giorno dopo Trieste ingaggia il mancino serbo Igor Milović ed esce dall'accordo con il lituano Kuodys. Il Pressano saluta l'ungherese Milan Szép che per motivi personali torna in patria; Fondi ingaggia l'argentino Fernando Marquez dal Leno e riporta in Italia Jonas Mathà.
Il 1º febbraio, ultimo giorno di mercato, il Bozen ufficializza il ritorno in Italia dopo sette anni di Michele Skatar; l'Eppan si rinforza prendendo proprio dal Bozen il terzino Starčević.
Infine, a Cingoli ritorna il giovane azzurro Colleluori dopo due anni al Nantes.
Il 18 febbraio, una settimana dopo il weekend di Coppa Italia, il Bozen deve farsi carico dell'infortunio al portiere Hermones: viene preso a gettone il portiere Pfattner, ex Brixen.
Il 18 marzo viene ufficializzato il passaggio di Pablo Marrochi dal Siena all'Istrés, club di LIDL Starligue francese.

## Formula del torneo

### Stagione regolare
Il campionato si svolge tra 15 squadre che si affrontarono con la formula del girone unico all'italiana con partite di andata e ritorno.
Per ogni incontro i punti assegnati in classifica sono così determinati:
- due punti per la squadra che vinca l'incontro;
- un punto per il pareggio;
- zero punti per la squadra che perda l'incontro.

Al termine della stagione regolare la prima classificata viene proclamata campione d'Italia.
Le squadre classificate dal 13º al 15º posto vengono retrocesse in A2.

### Verdetti
Al termine del campionato a seconda dei risultati ottenuti, vengono emessi i seguenti verdetti:
- 1ª classificata: viene proclamata campione d'Italia ed acquisisce il diritto a partecipare alla EHF European Cup;
- 2ª classificata: acquisisce il diritto a partecipare alla EHF European Cup;
- 13ª classificata: retrocede in A2;
- 14ª classificata: retrocede in A2;
- 15ª classificata: retrocede in A2.

## Squadre partecipanti
| Squadra          | Stagione | Città                              | Sponsor tecnico | Palasport                         | Stagione precedente        |
| ---------------- | -------- | ---------------------------------- | --------------- | --------------------------------- | -------------------------- |
| Albatro Siracusa | dettagli | Siracusa                           | Kreas Design    | PalaLoBello Palestra "Pino Corso" | 1º posto Serie A2-Girone C |
| Bozen            | dettagli | Bolzano                            | Macron          | PalaGasteiner                     | 2º posto                   |
| Brixen           | dettagli | Bressanone (BZ)                    | Mizuno          | Raiffeisen Arena                  | 6º posto                   |
| Cassano Magnago  | dettagli | Cassano Magnago (VA)               | Kreas Design    | PalaTacca                         | 3º posto                   |
| Cingoli          | dettagli | Cingoli (MC)                       | Erreà           | Palasport "Luigino Quaresima"     | 1º posto Serie A2-Girone B |
| Conversano       | dettagli | Conversano (BA)                    | Kappa           | Pala San Giacomo                  | 1º posto                   |
| Eppan            | dettagli | Appiano sulla strada del vino (BZ) | Terranova       | Raiffeisenhalle                   | 12º posto                  |
| Fondi            | dettagli | Fondi (LT)                         | 3d              | Pala San Bartolomeo               | 10º posto                  |
| Junior Fasano    | dettagli | Fasano (BR)                        | Macron          | Palestra "Franco Zizzi"           | 9º posto                   |
| Meran            | dettagli | Merano (BZ)                        | Kreas Design    | Palestra "Karl Wolf"              | 8º posto                   |
| Molteno          | dettagli | Molteno (LC)                       | Panzeri         | Pala San Giorgio                  | 1º posto Serie A2-Girone A |
| Pressano         | dettagli | Lavis (TN)                         | Joma            | PaLavis                           | 7º posto                   |
| Sassari          | dettagli | Sassari                            | EYE Sport       | PalaSantoru                       | 4º posto                   |
| Siena            | dettagli | Siena                              | Mizuno          | PalaEstra                         | 5º posto                   |
| Trieste          | dettagli | Trieste                            | Mizuno          | PalaChiarbola                     | 11º posto                  |

## Risultati
| Andata      | Andata        | 1ª/16ª giornata      | Ritorno | Ritorno    |
|             |               |                      |         |            |
| 5 settembre | 29-23         | Bozen- Cingoli       | 27-27   | 30 gennaio |
| 5 settembre | 32-27         | Conversano - Fondi   | 29-21   | 30 gennaio |
| 5 settembre | 24-24         | Sassari - Trieste    | 25-26   | 30 gennaio |
| 6 set.      | 32-24         | Pressano - Eppan     | 28-25   | 30 gennaio |
| 5 settembre | 26-27         | J. Fasano - Siena    | 30-25   | 30 gennaio |
| 5 settembre | 22-29         | Molteno - Brixen     | 19-34   | 30 gennaio |
| 5 settembre | 26-17         | C. Magnago - Albatro | 20-22   | 31 gennaio |
| 5 settembre | Riposa: Meran |                      |         |            |

| Andata       | Andata | 2ª/17ª giornata      | Ritorno | Ritorno    |
|              |        |                      |         |            |
| 12 settembre | 28-28  | Cingoli - Meran      | 30-35   | 6 febbraio |
| 12 settembre | 28-30  | Fondi - Bozen        | 25-33   | 6 febbraio |
| 12 settembre | 26-28  | Siena - Sassari      | 27-28   | 6 febbraio |
| 12 settembre | 28-25  | Eppan - Molteno      | 20-23   | 6 febbraio |
| 12 settembre | 28-24  | Trieste - J. Fasano  | 26-28   | 6 febbraio |
| 12 settembre | 22-23  | Brixen - C. Magnago  | 27-25   | 6 febbraio |
| 23 settembre | 29-34  | Albatro - Conversano | 16-25   | 6 febbraio |
|              |        | Riposa: Pressano     |         | 6 febbraio |

| Andata       | Andata             | 3ª/18ª giornata      | Ritorno | Ritorno     |
|              |                    |                      |         |             |
| 19 settembre | 34-32              | Bozen - Eppan        | 24-31   | 5 maggio    |
| 19 settembre | 26-16              | Sassari - Fondi      | 30-23   | 20 feb.     |
| 19 settembre | 24-24              | Trieste - Siena      | 30-33   | 14 aprile   |
| 19 settembre | 30-28              | J. Fasano - Albatro  | 24-25   | 25 aprile   |
| 19 settembre | 26-25              | Pressano - Brixen    | 23-24   | 20 febbraio |
| 19 settembre | 32-28              | Meran - Molteno      | 26-25   | 20 febbraio |
| 19 settembre | 31-29              | C. Magnago - Cingoli | 28-31   | 20 febbraio |
| 19 settembre | Riposa: Conversano |                      |         | 20 febbraio |

| Andata       | Andata | 4ª/19ª giornata     | Ritorno | Ritorno     |
|              |        |                     |         |             |
| 26 settembre | 32-27  | Bozen - J. Fasano   | 26-30   | 8 aprile    |
| 26 settembre | 28-32  | Brixen - Conversano | 18-26   | 27 feb.     |
| 26 settembre | 25-28  | Cingoli - Trieste   | 25-40   | 21 aprile   |
| 26 settembre | 25-22  | Albatro - Fondi     | 20-23   | 27 feb.     |
| 26 settembre | 32-33  | Eppan - Siena       | 27-26   | 7 aprile    |
| 19 dic.      | 21-27  | Molteno - Pressano  | 21-19   | 27 febbraio |
| 14 ottobre   | 19-24  | Meran - C. Magnago  | 25-28   | 27 febbraio |
|              |        | Riposa: Sassari     |         | 27 febbraio |

| Andata    | Andata          | 5ª/20ª giornata         | Ritorno | Ritorno   |
|           |                 |                         |         |           |
| 2 dic.    | 29-28           | Siena - Meran           | 31-35   | 20 marzo  |
| 3 ottobre | 29-27           | C. Magnago - Conversano | 23-26   | 20 marzo  |
| 3 ottobre | 24-21           | Fondi - Trieste         | 25-24   | 20 marzo  |
| 3 ottobre | 25-18           | Pressano - Albatro      | 21-23   | 20 marzo  |
| 3 ottobre | 24-30           | Eppan - Brixen          | 30-40   | 20 marzo  |
| 3 ottobre | 23-32           | Molteno - Bozen         | 22-22   | 20 marzo  |
| 3 ottobre | 28-32           | J. Fasano - Sassari     | 35-31   | 18 maggio |
| 3 ottobre | Riposa: Cingoli |                         |         |           |

| Andata     | Andata          | 6ª/21ª giornata        | Ritorno | Ritorno   |
|            |                 |                        |         |           |
| 7 ottobre  | 24-27           | Brixen - Bozen         | 26-35   | 24 marzo  |
| 7 ottobre  | 32-25           | Conversano - J. Fasano | 25-29   | 26 maggio |
| 7 ottobre  | 37-32           | Cingoli - Molteno      | 32-34   | 19 maggio |
| 27 ottobre | 28-21           | Meran - Eppan          | 27-20   | 24 marzo  |
| 7 ottobre  | 29-33           | Fondi - Siena          | 29-23   | 24 marzo  |
| 7 ottobre  | 28-32           | Trieste - Pressano     | 18-24   | 24 marzo  |
| 7 ottobre  | 33-31           | Sassari - C. Magnago   | 27-29   | 24 marzo  |
| 7 ottobre  | Riposa: Albatro |                        |         | 24 marzo  |

| Andata     | Andata         | 7ª/22ª giornata       | Ritorno | Ritorno  |
|            |                |                       |         |          |
| 17 nov.    | 27-26          | Bozen - Meran         | 29-29   | 27 marzo |
| 10 ottobre | 31-28          | Eppan - J. Fasano     | 24-28   | 1 maggio |
| 10 ottobre | 23-29          | Cingoli - Sassari     | 30-30   | 28 marzo |
| 10 ottobre | 24-33          | Pressano - Conversano | 25-26   | 27 marzo |
| 10 ottobre | 32-27          | Siena - Albatro       | 29-34   | 27 marzo |
| 10 ottobre | 24-25          | C. Magnago - Trieste  | 32-28   | 27 marzo |
| 10 ottobre | 26-20          | Molteno - Fondi       | 29-26   | 27 marzo |
| 10 ottobre | Riposa: Brixen |                       |         | 27 marzo |

| Andata     | Andata | 8ª/23ª giornata      | Ritorno | Ritorno  |
|            |        |                      |         |          |
| 17 ottobre | 28-24  | Siena - C. Magnago   | 36-36   | 3 aprile |
| 17 ottobre | 29-31  | Fondi - Eppan        | 27-33   | 3 aprile |
| 17 ottobre | 36-20  | Sassari - Molteno    | 30-22   | 3 aprile |
| 17 ottobre | 36-31  | Conversano - Cingoli | 39-29   | 3 aprile |
| 17 ottobre | 28-21  | Trieste - Albatro    | 27-33   | 3 aprile |
| 25 nov.    | 21-27  | Brixen - Meran       | 24-29   | 3 aprile |
| 12 dic.    | 26-18  | Pressano - Bozen     | 25-29   | 3 aprile |
|            |        | Riposa: J. Fasano    |         | 3 aprile |

| Andata     | Andata | 9ª/24ª giornata     | Ritorno | Ritorno   |
|            |        |                     |         |           |
| 16 gen.    | 22-31  | Bozen - Conversano  | 29-32   | 19 maggio |
| 24 ottobre | 28-22  | Eppan - Trieste     | 24-30   | 10 aprile |
| 27 gen.    | 29-29  | Cingoli - Brixen    | 29-29   | 10 aprile |
| 24 ottobre | 25-20  | Meran - Pressano    | 20-23   | 10 aprile |
| 24 ottobre | 22-26  | Albatro - Sassari   | 24-29   | 10 aprile |
| 24 gen.    | 28-18  | C. Magnago - Fondi  | 20-21   | 11 aprile |
| 18 nov.    | 20-26  | Molteno - J. Fasano | 25-26   |           |
|            |        | Riposa: Siena       |         |           |

| Andata     | Andata | 10ª/25ª giornata     | Ritorno | Ritorno   |
|            |        |                      |         |           |
| 20 gen.    | 29-28  | Siena - Brixen       | 28-25   | 17 aprile |
| 31 ottobre | 26-25  | Fondi - Cingoli      | 25-32   | 17 aprile |
| 3 feb.     | 28-28  | Sassari - Bozen      | 34-34   | 17 aprile |
| 31 ottobre | 29-25  | Conversano - Meran   | 35-34   | 1 giugno  |
| 31 ottobre | 30-32  | Albatro - Eppan      | 25-24   | 17 aprile |
| 31 ottobre | 21-20  | C. Magnago - Molteno | 24-28   | 17 aprile |
| 23 gen.    | 23-20  | J. Fasano - Pressano | 26-22   | 17 aprile |
|            |        | Riposa: Trieste      |         | 17 aprile |

| Andata      | Andata | 11ª/26ª giornata      | Ritorno | Ritorno  |
|             |        |                       |         |          |
| 14 novembre | 28-28  | Bozen - Albatro       | 34-31   | 8 maggio |
| 14 novembre | 30-31  | Brixen - J. Fasano    | 24-25   | 8 maggio |
| 14 novembre | 23-32  | Eppan - Sassari       | 30-33   | 8 maggio |
| 14 novembre | 24-35  | Molteno - Conversano  | 26-33   | 8 maggio |
| 16 dic.     | 27-28  | Cingoli - Siena       | 33-33   | 8 maggio |
| 17 gen.     | 20-19  | Pressano - C. Magnago | 27-20   | 8 maggio |
| 19 dic.     | 30-22  | Meran - Trieste       | 28-29   | 8 maggio |
|             |        | Riposa: Fondi         |         | 8 maggio |

| Andata  | Andata             | 12ª/27ª giornata   | Ritorno | Ritorno   |
|         |                    |                    |         |           |
| 9 dic.  | 28-26              | Siena - Bozen      | 31-32   | 15 maggio |
| 21 nov. | 30-20              | J. Fasano - Meran  | 29-35   | 15 maggio |
| 3 dic.  | 27-21              | Sassari - Pressano | 28-25   | 15 maggio |
| 21 nov. | 27-32              | Albatro - Cingoli  | 26-26   | 15 maggio |
| 8 dic.  | 28-27              | Trieste - Molteno  | 28-28   | 15 maggio |
| 21 nov. | 21-25              | Fondi - Brixen     | 24-33   | 15 maggio |
| 21 nov. | 28-25              | Conversano - Eppan | 33-16   | 15 maggio |
| 21 nov. | Riposa: C. Magnago |                    |         | 15 maggio |

| Andata      | Andata          | 13ª/28ª giornata     | Ritorno | Ritorno   |
|             |                 |                      |         |           |
| 28 nov.     | 26-22           | Bozen - Trieste      | 28-27   | 22 maggio |
| 19 dic.     | 25-25           | Eppan - C. Magnago   | 24-27   | 22 maggio |
| 28 novembre | 24-25           | Cingoli - J. Fasano  | 28-29   | 22 maggio |
| 28 novembre | 26-23           | Conversano - Sassari | 32-27   | 22 maggio |
| 28 novembre | 29-24           | Brixen - Albatro     | 33-29   | 22 maggio |
| 28 novembre | 29-28           | Pressano - Siena     | 31-31   | 22 maggio |
| 28 novembre | 33-24           | Meran - Fondi        | 31-29   | 22 maggio |
| 28 novembre | Riposa: Molteno |                      |         | 22 maggio |

| Andata     | Andata        | 14ª/29ª giornata   | Ritorno | Ritorno   |
|            |               |                    |         |           |
| 5 dic.     | 22-22         | Siena - Conversano | 34-39   | 29 maggio |
| 16 gen.    | 25-22         | Fondi - J. Fasano  | 29-37   | 29 maggio |
| 25 gen.    | 27-20         | Albatro- Molteno   | 32-26   | 29 maggio |
| 27 gen.    | 35-24         | C. Magnago - Bozen | 30-31   | 29 maggio |
| 16 gen.    | 22-24         | Trieste - Brixen   | 30-37   | 29 maggio |
| 6 dic.     | 29-25         | Sassari - Meran    | 29-31   | 29 maggio |
| 5 dicembre | 26-24         | Cingoli - Pressano | 20-28   | 29 maggio |
| 5 dicembre | Riposa: Eppan |                    |         | 29 maggio |

| Andata      | Andata        | 15ª/30ª giornata       | Ritorno | Ritorno  |
|             |               |                        |         |          |
| 28 gen.     | 27-30         | Meran - Albatro        | 32-28   | 2 giugno |
| 13 dic.     | 23-20         | J. Fasano - C. Magnago | 39-22   | 2 giugno |
| 12 dicembre | 25-23         | Eppan - Cingoli        | 28-29   | 2 giugno |
| 12 dicembre | 25-24         | Conversano - Trieste   | 24-19   | 2 giugno |
| 19 gen.     | 29-17         | Pressano - Fondi       | 24-29   | 2 giugno |
| 23 gen.     | 34-26         | Brixen - Sassari       | 23-31   | 2 giugno |
| 12 dicembre | 27-31         | Molteno - Siena        | 32-34   | 2 giugno |
| 12 dicembre | Riposa: Bozen |                        |         | 2 giugno |

## Classifica finale
|        | Pos. | Squadra          | Pt | G  | V  | N | S  | GF  | GS  | D    |
| ------ | ---- | ---------------- | -- | -- | -- | - | -- | --- | --- | ---- |
|        | 1.   | Conversano       | 51 | 28 | 25 | 1 | 2  | 846 | 704 | +142 |
|        | 2.   | Sassari          | 38 | 28 | 17 | 4 | 7  | 801 | 738 | +73  |
|        | 3.   | Junior Fasano    | 38 | 28 | 19 | 0 | 9  | 783 | 736 | +47  |
|        | 4.   | Bozen            | 36 | 28 | 15 | 6 | 7  | 797 | 781 | +16  |
|        | 5.   | Meran            | 32 | 28 | 15 | 2 | 11 | 790 | 751 | +39  |
|        | 6.   | Siena            | 31 | 28 | 13 | 5 | 10 | 819 | 818 | +1   |
|        | 7.   | Pressano         | 29 | 28 | 14 | 1 | 13 | 700 | 672 | +38  |
|        | 8.   | Brixen           | 28 | 28 | 13 | 2 | 13 | 775 | 746 | +29  |
| [ 31 ] | 9.   | Cassano Magnago  | 26 | 28 | 12 | 2 | 14 | 724 | 723 | +1   |
|        | 10.  | Albatro Siracusa | 22 | 28 | 10 | 2 | 16 | 721 | 764 | -43  |
|        | 11.  | Trieste          | 21 | 28 | 9  | 3 | 16 | 728 | 752 | -24  |
|        | 12.  | Eppan            | 19 | 28 | 9  | 1 | 18 | 737 | 799 | -62  |
|        | 13.  | Cingoli          | 19 | 28 | 6  | 7 | 15 | 683 | 828 | -45  |
|        | 14.  | Fondi            | 16 | 28 | 8  | 0 | 20 | 682 | 784 | -102 |
|        | 15.  | Molteno          | 14 | 28 | 6  | 2 | 20 | 695 | 795 | -100 |

Legenda:
      Campione d'Italia e qualificata all'European Cup.
      Qualificata all'European Cup.
      Retrocesse in Serie A2.

## Allenatori, capitani e primatisti
| Squadra                             | Allenatore                                                                                      | Capitano            | Capocannoniere (tra parentesi il numero dei gol segnati) |
| ----------------------------------- | ----------------------------------------------------------------------------------------------- | ------------------- | -------------------------------------------------------- |
| Teamnetwork Albatro                 | Giuseppe Vinci                                                                                  | Máximo Murga        | Tomás Valentin Cañete (177)                              |
| SSV Bozen Loacker-Volksbank         | Mario Šporčić                                                                                   | Dean Turković       | Dean Turković (212)                                      |
| SSV Brixen Handball                 | Davor Čutura                                                                                    | Andrea Bašić        | Davor Čutura (166)                                       |
| Cassano Magnago HC                  | Davide Kolec                                                                                    | Marco La Mendola    | Alessio Moretti (135)                                    |
| Santarelli Cingoli                  | Sergio Palazzi                                                                                  | Diego Strappini     | Ivan Antić (195)                                         |
| Accademia Pallamano Conversano 1973 | Alessandro Tarafino                                                                             | Umberto Giannoccaro | Jacob Nelson (156)                                       |
| ASV Sparer Eppan                    | Miljan Gagović (1ª-22ª) Sigismund Prentki (23ª-30ª)                                             | Moritz Pircher      | Modestas Štarolis (189)                                  |
| Acqua & Sapone Junior Fasano        | Francesco Ancona                                                                                | Flavio Messina      | Albin Järlstam (200)                                     |
| HC Banca popolare di Fondi          | Giacinto De Santis                                                                              | Stefano D'Ettorre   | Ivan Vulić (150)                                         |
| SC Meran Handball Alperia           | Jürgen Prantner                                                                                 | Lukas Stricker      | Lukas Stricker (143)                                     |
| Pallamano Pressano                  | Alessandro Fusina                                                                               | Alessio Giongo      | Nicolas Dainese (87)                                     |
| Salumificio Riva Spa HC Molteno     | Alfredo Rodríguez Álvarez (1ª-11ª) Salvatore Onelli (12ª-30ª)                                   | Daniele Zanoletti   | Marko Knežević (145)                                     |
| Raimond Handball Sassari            | Luigi Passino (1ª-16ª) Lorenzo Vosca (17ª) Magì Serra Cortina (18ª-26ª) Lorenzo Vosca (27ª-30ª) | Francesco Mbaye Ogo | Federico Matías Vieyra (129)                             |
| Ego Handball Siena                  | Branko Dumnić                                                                                   | Luiz Felipe Gaeta   | Kreshnik Kasa (176)                                      |
| Pallamano Trieste                   | Andrea Carpanese (1ª-6ª) Giorgio Oveglia (7ª-21ª) Saša Ilić (22ª-30ª)                           | Marco Visintin      | Gianluca Dapiran (194)                                   |

## Statistiche

### Squadre

#### Capoliste solitarie
|    | —— | —— | ——    | ——    | ——    | ——    | ——      | ——      | ——      | ——      | ——    | ——    | ——    | ——         | ——         | ——         | ——         | ——         | ——         | ——         | ——         | ——         | ——         | ——         | ——         | ——         | ——         | ——         | ——         | —— |  |
|    |    |    | Bozen | Bozen | Bozen | Bozen | Sassari | Sassari | Sassari | Sassari | Conv. | Conv. | Sass. | Conversano | Conversano | Conversano | Conversano | Conversano | Conversano | Conversano | Conversano | Conversano | Conversano | Conversano | Conversano | Conversano | Conversano | Conversano | Conversano |    |  |
|    |    |    |       |       |       |       |         |         |         |         |       |       |       |            |            |            |            |            |            |            |            |            |            |            |            |            |            |            |            |    |  |
|    |    |    |       |       |       |       |         |         |         |         |       |       |       |            |            |            |            |            |            |            |            |            |            |            |            |            |            |            |            |    |  |
| 1ª | 2ª | 3ª | 4ª    | 5ª    | 6ª    | 7ª    | 8ª      | 9ª      | 10ª     | 11ª     | 12ª   | 13ª   | 14ª   | 15ª        | 16ª        | 17ª        | 18ª        | 19ª        | 20ª        | 21ª        | 22ª        | 23ª        | 24ª        | 25ª        | 26ª        | 27ª        | 28ª        | 29ª        | 30ª        |    |  |

#### Classifica in divenire
|                     | 1ª | 2ª | 3ª | 4ª | 5ª | 6ª | 7ª | 8ª | 9ª | 10ª | 11ª | 12ª | 13ª | 14ª | 15ª | 16ª | 17ª | 18ª | 19ª | 20ª | 21ª | 22ª | 23ª | 24ª | 25ª | 26ª | 27ª | 28ª | 29ª | 30ª |
| ------------------- | -- | -- | -- | -- | -- | -- | -- | -- | -- | --- | --- | --- | --- | --- | --- | --- | --- | --- | --- | --- | --- | --- | --- | --- | --- | --- | --- | --- | --- | --- |
| ASD Albatro         | 0  | 0  | 0  | 2  | 2  | 2  | 2  | 2  | 2  | 2   | 3   | 3   | 3   | 5   | 7   | 9   | 9   | 11  | 11  | 13  | 13  | 15  | 17  | 17  | 19  | 19  | 20  | 20  | 22  | 22  |
| SSV Bozen           | 2  | 4  | 6  | 8  | 10 | 12 | 14 | 14 | 14 | 15  | 16  | 16  | 18  | 18  | 18  | 19  | 21  | 21  | 21  | 22  | 24  | 25  | 27  | 27  | 28  | 30  | 32  | 34  | 36  | 36  |
| SSV Brixen          | 2  | 2  | 2  | 2  | 4  | 4  | 4  | 4  | 5  | 5   | 5   | 7   | 9   | 11  | 13  | 15  | 17  | 19  | 19  | 21  | 21  | 21  | 21  | 22  | 22  | 22  | 24  | 26  | 28  | 28  |
| Cassano Magnago HC  | 2  | 4  | 6  | 8  | 10 | 10 | 10 | 10 | 12 | 14  | 14  | 14  | 15  | 17  | 17  | 17  | 17  | 17  | 19  | 19  | 21  | 23  | 24  | 24  | 24  | 24  | 24  | 26  | 26  | 26  |
| Cingoli             | 0  | 1  | 1  | 1  | 1  | 3  | 3  | 3  | 4  | 4   | 4   | 6   | 6   | 8   | 8   | 9   | 9   | 11  | 11  | 11  | 11  | 12  | 12  | 13  | 15  | 16  | 17  | 17  | 17  | 19  |
| Conversano          | 2  | 4  | 4  | 6  | 6  | 8  | 10 | 12 | 14 | 16  | 18  | 20  | 22  | 23  | 25  | 27  | 29  | 29  | 31  | 33  | 33  | 35  | 37  | 39  | 41  | 43  | 45  | 47  | 49  | 51  |
| ASV Eppan           | 0  | 2  | 2  | 2  | 2  | 2  | 4  | 6  | 8  | 10  | 10  | 10  | 11  | 11  | 13  | 13  | 13  | 15  | 17  | 17  | 17  | 17  | 19  | 19  | 19  | 19  | 19  | 19  | 19  | 19  |
| HC Fondi            | 0  | 0  | 0  | 0  | 2  | 2  | 2  | 2  | 2  | 4   | 4   | 4   | 4   | 6   | 6   | 6   | 6   | 6   | 8   | 10  | 12  | 12  | 12  | 14  | 14  | 14  | 14  | 14  | 14  | 16  |
| Junior Fasano       | 0  | 0  | 2  | 2  | 2  | 2  | 2  | 2  | 4  | 6   | 8   | 10  | 12  | 12  | 14  | 16  | 18  | 18  | 20  | 22  | 24  | 26  | 26  | 28  | 30  | 32  | 32  | 34  | 36  | 38  |
| SC Meran            | 0  | 1  | 3  | 3  | 3  | 5  | 5  | 7  | 9  | 9   | 11  | 11  | 13  | 13  | 13  | 13  | 15  | 17  | 17  | 19  | 21  | 22  | 24  | 24  | 24  | 24  | 26  | 28  | 30  | 32  |
| Pressano            | 2  | 2  | 4  | 6  | 8  | 10 | 10 | 12 | 12 | 12  | 14  | 14  | 16  | 16  | 18  | 20  | 20  | 20  | 20  | 20  | 22  | 22  | 22  | 24  | 24  | 26  | 26  | 27  | 29  | 29  |
| San Giorgio Molteno | 0  | 0  | 0  | 0  | 0  | 0  | 2  | 2  | 2  | 2   | 2   | 2   | 2   | 2   | 2   | 2   | 4   | 4   | 6   | 7   | 9   | 11  | 11  | 11  | 13  | 13  | 14  | 14  | 14  | 14  |
| Sassari             | 1  | 3  | 5  | 5  | 7  | 9  | 11 | 13 | 15 | 16  | 18  | 20  | 20  | 22  | 22  | 22  | 24  | 26  | 26  | 26  | 26  | 27  | 29  | 31  | 32  | 34  | 36  | 36  | 36  | 38  |
| Siena               | 2  | 2  | 3  | 5  | 7  | 9  | 11 | 13 | 13 | 15  | 17  | 19  | 19  | 20  | 22  | 22  | 22  | 24  | 24  | 24  | 24  | 24  | 25  | 25  | 27  | 28  | 28  | 29  | 29  | 31  |
| Trieste             | 1  | 3  | 4  | 6  | 6  | 6  | 8  | 10 | 10 | 10  | 10  | 12  | 12  | 12  | 12  | 14  | 14  | 14  | 16  | 16  | 16  | 16  | 16  | 18  | 18  | 20  | 21  | 21  | 21  | 21  |

#### Classifiche di rendimento

##### Rendimento andata-ritorno
| Andata     | Andata | Ritorno    | Ritorno |
|            |        |            |         |
| Conversano | 25     | Conversano | 26      |
| Siena      | 22     | J.Fasano   | 24      |
| Sassari    | 22     | Meran      | 19      |
| Pressano   | 18     | Bozen      | 18      |
| Bozen      | 18     | Sassari    | 16      |
| C.Magnago  | 17     | Albatro    | 15      |
| J.Fasano   | 14     | Brixen     | 15      |
| Meran      | 13     | Molteno    | 12      |
| Eppan      | 13     | Pressano   | 11      |
| Brixen     | 13     | Cingoli    | 11      |
| Trieste    | 12     | Fondi      | 10      |
| Cingoli    | 8      | C.Magnago  | 9       |
| Albatro    | 7      | Trieste    | 9       |
| Fondi      | 6      | Siena      | 9       |
| Molteno    | 2      | Eppan      | 6       |

##### Rendimento casa-trasferta
| Casa       | Casa | Trasferta  | Trasferta |
|            |      |            |           |
| Conversano | 28   | Conversano | 23        |
| J.Fasano   | 24   | Sassari    | 17        |
| Bozen      | 23   | Siena      | 14        |
| Meran      | 21   | J.Fasano   | 14        |
| Sassari    | 21   | Bozen      | 13        |
| Pressano   | 20   | Brixen     | 13        |
| C.Magnago  | 19   | Meran      | 11        |
| Brixen     | 17   | Albatro    | 10        |
| Siena      | 17   | Pressano   | 9         |
| Trieste    | 15   | C.Magnago  | 7         |
| Cingoli    | 14   | Eppan      | 6         |
| Eppan      | 13   | Trieste    | 6         |
| Albatro    | 12   | Molteno    | 5         |
| Fondi      | 12   | Cingoli    | 5         |
| Molteno    | 9    | Fondi      | 4         |

#### Primati stagionali
Squadre
- Maggior numero di vittorie: Conversano (25)
- Maggior numero di pareggi: Cingoli (7)
- Maggior numero di sconfitte: Fondi, Molteno (20)
- Minor numero di vittorie: Cingoli, Molteno (6)
- Minor numero di pareggi: J. Fasano, Fondi (0)
- Minor numero di sconfitte: Conversano (2)
- Miglior attacco: Conversano (846 gol)
- Peggior attacco: Fondi (682 gol)
- Miglior difesa: Pressano (672 gol)
- Peggior difesa: Cingoli (828 gol)
- Miglior differenza reti: Conversano (+142)
- Peggior differenza reti: Fondi (-102)
- Miglior serie positiva: Conversano (20, 6ª-28ª)**
- Peggior serie negativa: Molteno (8, 8ª-16ª)*

Legenda: 
* (con riposo)
** (senza contare i recuperi)
Partite
- Più gol: Conversano-Siena 39-34 (73, 27ª giornata)
- Meno gol: Pressano-C. Magnago 20-19 (39, 11ª giornata)
- Maggior scarto di gol: Eppan-Conversano 16-33 (17, 27ª giornata)
- Maggior numero di reti in una giornata: 433 (27ª giornata)

### Giocatori

#### Classifica marcatori
| Giocatore             | Squadra          | Reti |
| --------------------- | ---------------- | ---- |
| Dean Turković         | Bozen            | 212  |
| Albin Järlstam        | Junior Fasano    | 200  |
| Ivan Antić            | Cingoli          | 195  |
| Gianluca Dapiran      | Trieste          | 194  |
| Modestas Štarolis     | Eppan            | 189  |
| Emmanouil Ladakis     | Cingoli          | 182  |
| Tomás Valentin Cañete | Albatro Siracusa | 177  |
| Kreshnik Kasa         | Siena            | 176  |
| Juan Pablo Cuello     | Albatro Siracusa | 172  |
| Davor Čutura          | Brixen           | 166  |
| Adam Bratkovič        | Trieste          | 160  |
| Jacob Nelson          | Conversano       | 156  |
| Ivan Vulić            | Fondi            | 150  |
| Demis Radovčić        | Conversano       | 146  |
| Marko Knežević        | Molteno          | 145  |
| Lukas Stricker        | Meran            | 143  |
| Božidar Nikočević     | Siena            | 142  |
| Max Prantner          | Meran            | 141  |
| Alessio Moretti       | Cassano Magnago  | 135  |
| Piero D'Benedetto     | Fondi            | 133  |

Fonte:  Annuario 2020-2021, su figh.it. URL consultato il 10 febbraio 2022 (archiviato dall'url originale il 5 febbraio 2022).

## Campioni
| Vincitore Serie A1 2020-2021        |
| ----------------------------------- |
| Pallamano Conversano 1973 6º titolo |

### Formazione tipo
| N. | Giocatore                  | Ruolo            |
| -- | -------------------------- | ---------------- |
| 12 | Pasqualino Di Giandomenico | Portiere         |
| 26 | Demis Radovčić             | Ala sinistra     |
| 39 | Arnad Hamzić               | Terzino sinistro |
| 10 | Ignazio De Giorgio         | Centrale         |
| 17 | Jacob Leif Nelson          | Terzino destro   |
| 23 | Gian Valentino Rossetto    | Ala destra       |
| 8  | Umberto Giannoccaro        | Pivot            |